# Avenue Pré des Agneaux
L’avenue Pré des Agneaux (en néerlandais : Lammerendries) est une rue bruxelloise de la commune d’Auderghem et de Watermael-Boitsfort sur une longueur de 280 mètres.

## Situation et accès
Elle relie la place Édouard Pinoy à la rue des Scabieuses.
| ___ | Ce site est desservi par la station de métro : Demey. |

## Historique et description
Le chemin apparaît déjà sur la carte de Van Werden (1659). Il commençait à Hof te Schoonenberch, à la fin de l’actuelle chaussée de Watermael, et menait les fermiers au Neermeulen (plus tard le moulin à Papier).
L’Atlas des Communications Vicinales (1843) mentionne ce chemin sous le n° 24 et le nom « Papiermolenstraet » (« rue du Moulin à Papier »). Il était long de 1 805 m et comprenait alors la rue de la Houlette, le Pré des Agneaux, la place Édouard Pinoy, l’avenue Théo Vanpé et, après la Woluwe, il se terminait à l’actuelle avenue des Frères Goemaere. 
Il fut interrompu une première fois lors de la construction du boulevard du Souverain. Le collège décida alors le 7 janvier 1911 de donner à cette partie le nom de « rue de la Brebis ». 
Le 1er janvier 1917, pour éliminer des doublons en région bruxelloise, elle devint la « rue de la Houlette ». 
En aménageant la place Pinoy, la rue fut encore une fois coupée en deux, le 20 juin 1925. Ainsi naquit l’avenue Théo Vanpé et la section subsistante de la rue de la Houlette était changée en avenue. 
Le 7 mars 1927, l’avenue fut encore réduite de moitié afin de nommer cette section située entre la place Pinoy et la rue des Scabieuses d’après l’appellation le nom du quartier qu’elle traversait : le Lammerendries. Ce nom flamand, mentionné dans l’Atlas des Communications Vicinales (1843), laisse supposer que des moutons (lammeren: agneaux) y étaient élevés jadis (dries : prairie). 

### Origine du nom
L'avenue Pré des Agneaux porte le nom d'un lieu-dit indiqué sur l'Atlas de 1841.

## Bâtiments remarquables et lieux de mémoire
- Premier permis de bâtir délivré le 10 juin 1911 pour le n° 37.